# Negoslavci
Negoslavci (srbsky Негославци, maďarsky Negoszlavce) jsou vesnice a správní středisko stejnojmenné opčiny v Chorvatsku ve Vukovarsko-sremské župě. Nachází se asi 8 km jižně od Vukovaru. V roce 2011 žilo v Negoslavcích 1 463 obyvatel. Opčina zahrnuje pouze jediné stejnojmenné sídlo, ale mezi lety 1961 a 1981 k ní patřila také bývalá vesnice Gornjak, která svoji samostatnost ztratila. Naprostou národnostní většinu ve vesnici tvoří Srbové.
Územím opčiny prochází státní silnice D57. Jihovýchodně od Negoslavců se nachází přehradní akumulační nádrž Grabovo.